# Night of Your Life
"Night of Your Life" é uma canção do disc jockey (DJ) francês David Guetta, gravada para o seu quinto álbum de estúdio Nothing but the Beat. Conta com a participação da cantora norte-americana Jennifer Hudson, e foi composta e produzida pelo próprio Guetta e Giorgio Tuinfort, com o auxílio na escrita por Cristyle Johnson e Anthony Preston. A sua gravação decorreu no estúdio Color Sound em Paris, França. A 22 de agosto de 2011, foi lançada digitalmente como terceiro e último single promocional na iTunes Store, fazendo parte de uma série de divulgações para a contagem decrescente da edição do disco.
A nível musical, a canção deriva de origens estilísticas de dance-pop e future-soul e liricamente, trata da maneira como Hudson se sente na pele de uma rainha. Os membros da crítica apreciaram a performance vocal da cantora e observaram que esta seria uma das faixas de destaque do álbum. Muitos analistas compararam a música com "Only Girl (In the World)", pertencente à barbadense Rihanna. A sua repercussão nas tabelas musicais foi moderada, destacando-se por constar no top 10 das mais vendidas em países como Áustria e Noruega, além de ter conseguido entrar em tabelas musicais como a Billboard Hot 100, UK Singles Chart e Canadian Hot 100.

## Antecedentes e estilo musical
Numa entrevista com Akshay Bhansali da MTV News, Guetta revelou que antes da colaboração não conhecia muito bem a cantora Jennifer Hudson, mas apaixonou-se pela sua voz quando a ouviu e afirmou que a canção tinha um lugar especial no seu repertório:
| “ | Eu ouvi a sua voz e acabei por me apaixonar. É uma canção difícil. É preciso ter-se uma grande voz para conseguir cantá-la. Ela tem obviamente uma voz surpreendente, e acho que foi um exercício interessante para mim e para ela. | ” |

O DJ ainda considerou que "gostava sempre de tirar os cantores das suas caixas, e convidá-los para uma música mais dançante". "Com ela foi realmente emocionante, é linda em todos os sentidos: como pessoa, como cantora, como um ser humano", disse David sobre a sua colaboração com Jennifer.
"Night of Your Life" é uma canção de tempo acelerado que incorpora elementos de estilo dance-pop e future-soul, que apresenta uma batida contagiante. A elaboração da faixa foi composta e produzida pelo próprio Guetta e Giorgio Tuinfort, com o auxílio na escrita por Cristyle Johnson e Anthony Preston. A sua gravação decorreu em 2011 no estúdio Color Sound em Paris, França. De acordo com Melinda Newman do portal HitFix, a música "abre ao som de batidas leves, a saltar como pontos coloridos a dançarem polca antes de explodir para um som retro em que Hudson canta bem alto e claro".
Segundo Trent Fitzgerald do Pop Crush, Hudson "toma o controlo da faixa comandando os seus vocais da forma que exige ser adorada como uma rainha". Tom Ewing do jornal britânico The Guardian reparou em semelhanças musicais com o single de 2010 "Only Girl (In the World)" da artista Rihanna. O editor Genevieve Koski do periódico The A.V. Club confidenciou que "Jennifer tenta manter a sua cabeça acima da batida dos sintetizadores", enquanto que Kerri Mason da revista norte-americana Billboard, pensa que "tem uma estrutura geralmente reservada para cantoras com grande alcance vocal, adicionando o poder de fogo de Jennifer Hudson". A 22 de agosto de 2011, foi lançada digitalmente como terceiro e último single promocional na iTunes Store, fazendo parte de uma série de divulgações para a contagem decrescente da edição do disco.

## Receção da crítica

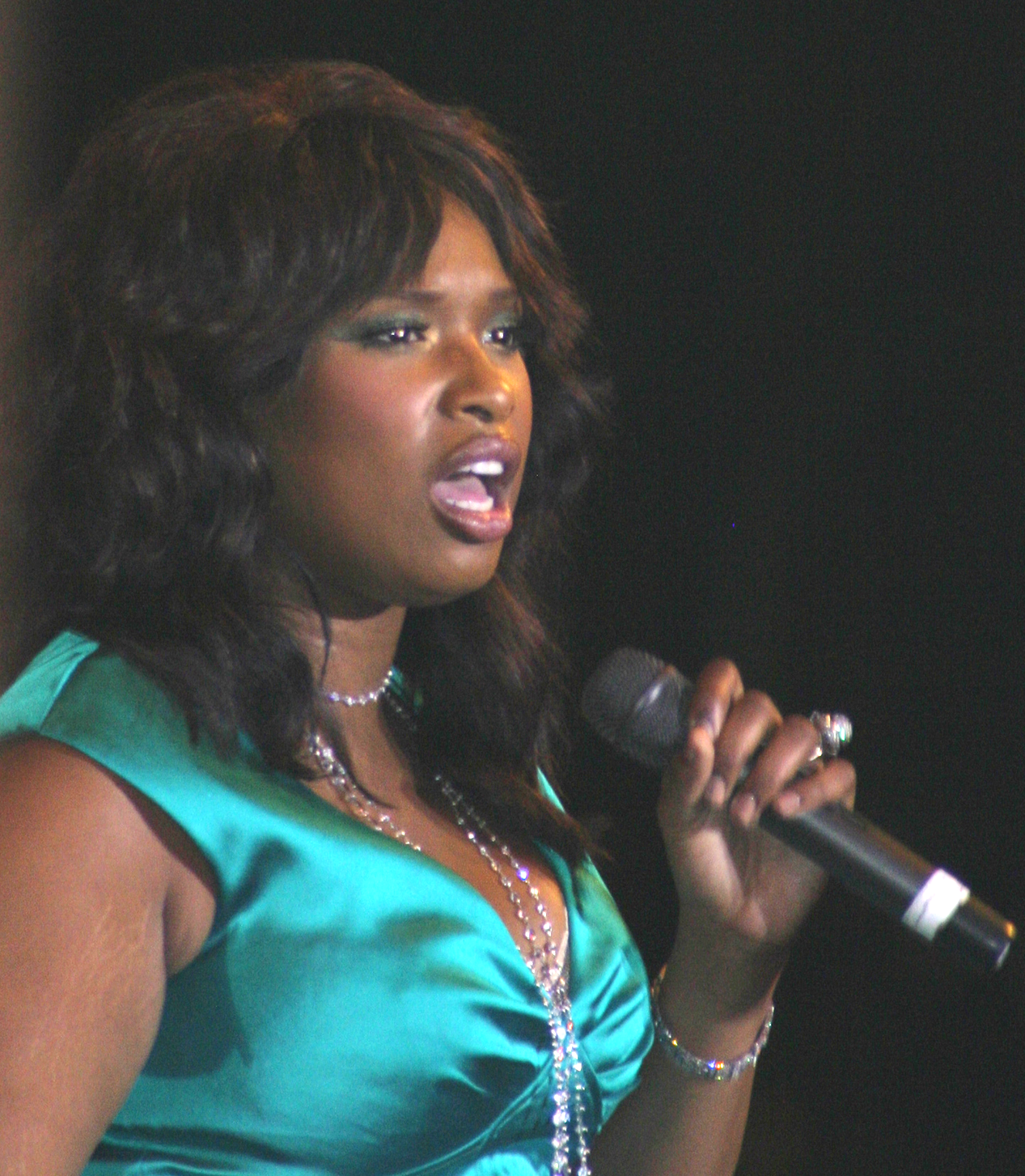
Os críticos apreciaram os vocais que Jennifer Hudson ofereceu à canção.

As críticas atribuídas à obra foram geralmente positivas, com Scott Shetler do Pop Crush a denominá-la como "uma das faixas mais impressionantes" em Nothing but the Beat, e que Hudson "soa como uma diva da pista de dança". Eric Henderson da Slant Magazine considerou que era "o único destaque comparativo do disco", embora tenha criticado a semelhança com "Only Girl (In the World)" de Rihanna. À semelhança de Henderson, Robert Copsey do sítio Digital Spy também notou que "Night of Your Life" era um dos pontos altos do projeto, afirmando que a cantora acrescentou "classe e um toque dos clássicos de discoteca". Um dos editores do periódico Daily Herald observou que a voz da artista "aqui é perfeita, com toda a emoção nos lugares certos. Guetta mantém-se simples com uma batida de fundo em forma de zumbido e Hudson mantém-se luxuriante, com vocais que sempre terão sempre um lugar nas pistas de dança mais quentes". Joe Copplestone da publicação PopMatters constatou que o single e "Titanium" pertencentes ao mesmo reportório, "recordavam o poder" de outras colaborações de Guetta com Kelly Rowland em "When Love Takes Over" e "Commander".
Ben Norman do portal About.com escreveu que "Night of Your Life" e "Repeat" são duas das faixas que "carecem de qualquer coisa necessária para serem estelares", e acabou por "culpar o trabalho de produção a cargo do DJ, e não as habilidades das vocalistas". Becky Bain do Idolator afirmou que esta era "uma das colaborações mais habilidosas" que ouviu de David Guetta. Bain também acrescentou que foi "refrescante" ouvir Hudson "num clima de festa eufórica após as ofertas mais calmas do seu álbum, I Remember Me". Da mesma opinião que Bain, Pkboo do Samesame.com.au, concluiu que Jennifer oferece uma contribuição mais consistente comparada com os trabalhos presentes no seu segundo disco, constatando que entrega "o controlo da arrogância que se tornou na sua imagem de marca" numa música denominada como um "estrondo de rádio". JNJ do Neon Limelight também notou semelhanças com "Only Girl (In the World)", mas confessou não se importar, pois a obra "não tem mais nada para dar do que excesso de bombardeamento nas pistas de dança de todo o mundo". A página especializada neste tipo de sonoridade indicada para discotecas, DJ Booth, revelou que "Jennifer Hudson pega no microfone para oferecer a um homem de sorte "a noite da sua vida"", enquanto que Rich Lopez do Dallas Voice fez uma análise mista, classificando a canção de "amadora", sem "nunca fazer jus ao talento de Hudson".

## Desempenho nas tabelas musicais
Após o seu lançamento digital, a faixa destacou-se maioritariamente na zona europeia, chegando a sétima posição na Áustria, onde permaneceu por duas semanas consecutivas. A obra também esteve em nono na Noruega e vigésimo sétimo lugar em França. No Reino Unido estreou-se em trigésimo sexto lugar na tabela musical UK Singles Chart, além de entrado na UK Dance Singles Chart em nono. Nos Estados Unidos, a música estreou na 81.ª posição na tabela musical Billboard Hot 100 a 10 de setembro de 2011, com vendas digitais superiores a 27 mil unidades na sua primeira semana. O single esteve na lista dos mais vendidos na Escócia e Polónia, além de ter conseguido atingir o top 20 das tabelas musicais da Alemanha, Dinamarca e Espanha.

### Posições
| Tabela musical (2011)              | Melhor posição |
| ---------------------------------- | -------------- |
| Alemanha - Media Control AG        | 12             |
| Austrália - ARIA Charts            | 37             |
| Áustria - Ö3 Austria Top 75        | 7              |
| Canadá - Canadian Hot 100          | 30             |
| Dinamarca - Tracklisten            | 15             |
| Escócia - Scottish Singles Chart   | 20             |
| Eslováquia - IFPI                  | 76             |
| Espanha - PROMUSICAE               | 18             |
| Estados Unidos - Billboard Hot 100 | 81             |

| Tabela musical (2011)                | Melhor posição |
| ------------------------------------ | -------------- |
| Finlândia - Suomen virallinen lista  | 19             |
| França - SNEP                        | 27             |
| Irlanda - IRMA                       | 46             |
| Noruega - VG-lista                   | 9              |
| Nova Zelândia - RIANZ                | 38             |
| Reino Unido - UK Singles Chart       | 35             |
| Reino Unido - UK Dance Singles Chart | 9              |
| Suécia - Sverigetopplistan           | 31             |
| Suíça - Schweizer Hitparade          | 24             |

## Créditos
Todo o processo de elaboração da canção atribui os seguintes créditos pessoais:
- David Guetta — composição, produção;
- Jennifer Hudson - vocalista convidada;
- Cristyle Johnson - composição;
- Anthony Preston - composição;
- Giorgio Tuinfort - composição, produção;
- David Hachour, Florent Sabaton  - masterização.